# Alpha House
Alpha House est une série télévisée américaine de satire politique en 21 épisodes de 22 minutes créée par Garry Trudeau, produite par Amazon Studios et diffusée entre le 19 avril 2013 et le 24 octobre 2014 sur Amazon Video.

## Synopsis
Quatre sénateurs républicains vivent en colocation à Washington.

## Distribution

### Acteurs principaux
- John Goodman : Gil John Biggs, sénateur républicain de la Caroline du Nord et ancien entraîneur de basket-ball.
- Clark Johnson : Robert Bettencourt, sénateur républicain noir de Pennsylvanie, actuellement huitième en ancienneté.
- Matt Malloy : Louis Laffer, sénateur républicain du Nevada qui possède la maison dans laquelle les quatre sénateurs vivent.
- Mark Consuelos : Andy Guzman, sénateur républicain de la Floride.
- Yara Martinez : Adriana de Portago, la petite amie d'Andy Guzman.
- Alicia Sable : Tammy Stackhouse, assistant du sénateur Biggs.
- Julie White : Maddie Biggs, l'épouse du sénateur Biggs.

### Acteurs secondaires
- Bill Murray : sénateur Vernon Smits (2 épisodes, saison 2)
- Haley Joel Osment : Shelby Mellman, reporter de Reno, Nevada (9 épisodes)
- Amy Sedaris : Louise Laffer, la femme du sénateur Laffer (8 épisodes)
- Wanda Sykes : Rosalyn DuPeche, sénatrice démocrate de l'Illinois (8 épisodes)
- Brooke Bloom : Julie Carrell (6 épisodes, 2013)
- Kobi Libii : Aaron Stimson, assistant du sénateur Bettencourt (7 épisodes)
- Ben Rameaka : James Whippy, assistant délégué aux médias sociaux su sénateur Laffer (5 épisodes)
- Bjorn Dupaty : Hakeem Agabi, garde du corps du sénateur Biggs (5 épisodes)
- Molly Bernard : Angie Sullivan (4 épisodes)
- Willa Fitzgerald : Lola Laffer, la fille du sénateur Laffer (4 épisodes)
- Lila Newman : Charlotte « Cee » Biggs, la fille du sénateur Biggs (6 épisodes, saison 2)
- Natalie Gold : Katherine Sims (4 épisodes)
- Owen Campbell : Dilly DeSantis (3 épisodes)
- William Thomas Evans : sénateur Lamar Farkus (3 épisodes)
- Cynthia Nixon : Carly Armiston, sénatrice démocrate de New York (4 épisodes)
- Anita Petry : Camila Perez (3 épisodes)
- Chance Kelly (en) : Bo Carthage (2 épisodes)
- Matty Blake : capitaine Brandon Carshaw (2 épisodes)
- Richard Cox : Graydon Talbot (3 épisodes)
- Tracy Howe : Colonel Wozniak (2 épisodes)
- Janel Moloney : Peg Stanchion, sénateur républicain de Caroline du Nord
- Penn Jillette : version fictive de lui-même, candidat démocrate au siège de Laffer

### Caméos
- Stephen Colbert
- Chris Matthews
- Joe Scarborough
- Mika Brzezinski
- Michael S. Steele
- Chuck Schumer
- Dick Morris (en)
- Anthony Weiner
- Grover Norquist
- Tom Brokaw
- Chris Jansing (en)
- Matt Lauer
- Jane Pauley (en)
- Kelly Ripa
- Rachel Maddow
- Jon Ralston
- Elizabeth Warren
- John McCain
- David Axelrod
- Bradley Whitford

## Production
Le 11 février 2014, la série a été renouvelée pour une seconde saison. La tournage de cette deuxième saison a commencé en juillet 2014, et toute cette saison a été mise en ligne sur Amazon.com le 24 octobre 2014.

## Épisodes

### Première saison (2013-2014)
1. Pilot
2. No Shame
3. All Weapons Red
4. Triggers
5. Hippo Issues
6. Zingers
7. Prayer Brunch
8. Ruby Shoals
9. The Rebuttal
10. Showgirls
11. In the Saddle

### Deuxième saison (2014)
1. The Love Doctor
2. Gaffergate
3. The Contest
4. Shelter In Place
5. The Apparition
6. The Retreat
7. The Civility Zone
8. Bugged
9. There Will Be Water
10. The Nuptials

## Accueil

### Réception critique
Les réactions à Alpha House ont été globalement positives. Metacritic a donné à la saison 1 un score moyen de 68 % basé sur 18 critiques. Rotten Tomatoes a donné à la série un score 72% basé sur 25 critiques.

## Distinctions
| Année | Prix             | Catégorie                           | Récipiendaire  | Résultat   |
| ----- | ---------------- | ----------------------------------- | -------------- | ---------- |
| 2014  | Satellite Awards | Série télévisée comique ou musicale | Amazon Studios | Nomination |
| 2014  | Satellite Awards | Acteur dans une série comique       | John Goodman   | Lauréat    |